# Ulrike Stutz
Ulrike Stutz (* 1967) ist eine deutsche Kunstpädagogin.

## Leben
Nach dem Studium der Bildhauerei und des berufsspezifischen Aufbaustudiums der Kunstpädagogik an der Alanus Hochschule Alfter bei Bonn, dem Postgraduiertenstudium Kulturarbeit am Institut für Kunst im Kontext UdK Berlin, dem Magisterstudium Kunst und Design, Medienwissenschaft und Kunstpädagogik an der HBK Braunschweig und der Promotion 2006 zum Dr. paed. an der Universität Duisburg-Essen ist sie seit 2010 Professorin für Kunstpädagogik an der Universität Erfurt.
Ihre Schwerpunkte sind künstlerische Medienbildung, Theorie der Kunstvermittlung und qualitative empirische Forschung.

## Schriften (Auswahl)
- Kommunikationsskulpturen. Entwurf einer sozialräumlichen kunstpädagogischen Praxis. Ästhetik – Theorie – qualitative Empirie. München 2008, ISBN 978-3-86736-311-2.
- (Hg.): Kunstpädagogik im Kontext von Ganztagsbildung und Sozialraumorientierung. Zu einer strukturellen Partizipation in der kunstpädagogischen Praxis. München 2012, ISBN 978-3-86736-331-0.